# Загот, Анатолий Александрович
Анатолий Александрович Загот (31 мая 1936, Таганрог — 21 июня 2008, Москва) — советский и российский композитор, бард, автор песен на стихи различных поэтов.

## Биография
Анатолий Загот родился 31 мая 1936 года в Таганроге. Окончил в 1959 году Московский институт стали. Работал по специальности инженер-металлург. Жил в Москве.
Писал песни с 1956 года. В 1966 году стал лауреатом I Всесоюзного конкурса на лучшую туристскую песню с песней «В ночной степи» на стихи самодеятельного поэта Леонида Однопозова. В 2000 году вышел диск в серии «Российские барды» (Moroz Records). Три песни включены в «Антологию бардовской песни» под редакцией Роллана Шипова (2005).
Большая часть песен — на стихи Семёна Флейшмана, Леонида Однопозова, К. Натансона. Есть песни на стихи Дмитрия Кедрина, Павла Антокольского и других профессиональных поэтов. Несколько песен написаны на собственные стихи.
Умер в Москве 25 июня 2008 года после тяжёлой болезни. Похоронен на Хованском кладбище.

## Личная жизнь
По свидетельствам одноклассников, был однолюбом. В молодости был влюблен в Наталью Моисееву, но романтические отношения не сложились, хотя они и пронесли через года уважительные и дружеские отношения. Это не разрушило Анатолия Александровича его как поэта и музыканта, а, напротив, придало ему больше творческих сил. Посвятил ей многие свои песни. 
В общении с друзьями всегда был желанным гостем. Его друзья из хора Московского института Стали и Сплавов (Мисис) любили его песни и совместно с автором часто исполняли их на дружеских встречах. Сохранились любительские записи, которые передают душевную обстановку и личное обаяние Анатолия Александровича. Эти записи пока еще не изданы. В планах организация фан-клуба барда. 

## Наиболее известные песни
- В ночной степи ни тропок, ни дорог… — (Стихи Л. Однопозова)
- Когда ты в пропасть падаешь с обрыва… — Не падай духом! (Стихи Вл. Шапиро)
- Красный отблеск семафора… — Красный отблеск (Стихи Л .Однопозова)
- Кто за рублем, кто за невестой, кто просто так… — (Стихи С. Флейшмана, Музыка А. Загота)
- Проплыли облака, как льдины… — Последние бригантины (Стихи Юрия Адрианова)
- Разве не чудо? Разве не странно?.. — Песня о двух (Стихи С. Флейшмана, Музыка А. Загота)
- Склоны гор круты и каменисты очень… — (Стихи Вл. Шапиро)
- Экий снег, какой глубокий!.. — Зимняя (Стихи Д. Кедрина)
- Я понимаю тебя одну… — (Стихи В. Коржикова)